# 9285 Le Corre
9285 Le Corre è un asteroide della fascia principale. Scoperto nel 1981, presenta un'orbita caratterizzata da un semiasse maggiore pari a 2,9133261 UA e da un'eccentricità di 0,0574277, inclinata di 1,13951° rispetto all'eclittica.